# Krzysztof Wolicki

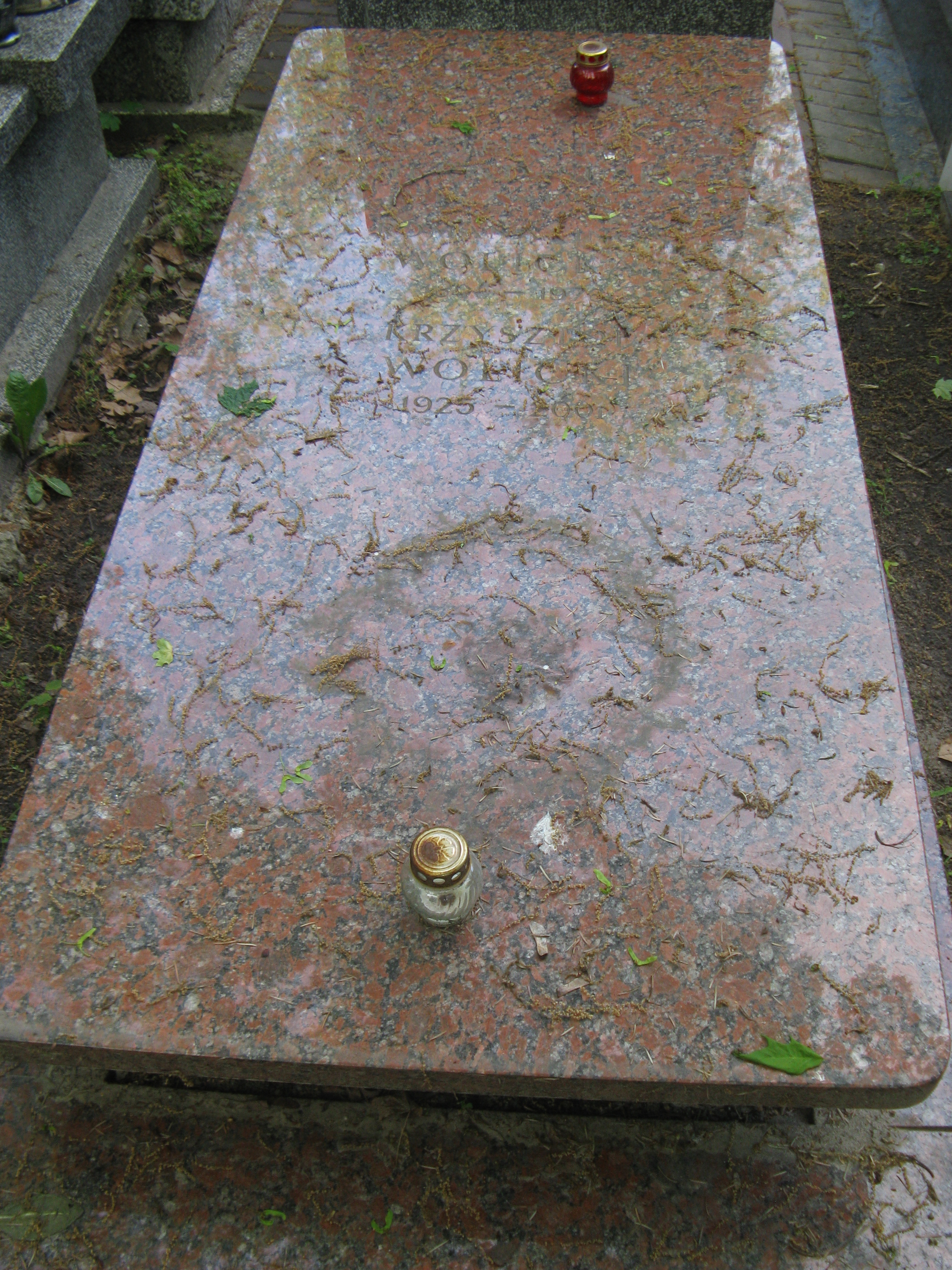
Grób Krzysztofa Wolickiego na Cmentarzu Wojskowym na Powązkach

Krzysztof Wolicki (ur. 19 września 1925 w Warszawie, zm. 20 kwietnia 2001, tamże) – polski działacz polityczny, dziennikarz i publicysta.

## Życiorys
Od 1945 do 1952 studiował matematykę na Uniwersytecie Warszawskim. Od 1943 do 1945 przebywał w Niemczech na robotach przymusowych. Od 1944 do 1945 należał do Komunistycznej Partii Niemiec. W 1945 wrócił do kraju i został pracownikiem Wojewódzkiego Urzędu Bezpieczeństwa Publicznego w Warszawie. Następnie pracował w Polskiej Agencji Prasowej. Od 1952 do 1957 był redaktorem „Trybuny Ludu"”, a następnie „Trybuny Kultury”. Od 1964 do 1968 był członkiem ORMO.
Od 1945 do 1948 należał do Polskiej Partii Robotniczej, a od 1948 do 1967 do Polskiej Zjednoczonej Partii Robotniczej, z której odszedł po wykluczeniu Leszka Kołakowskiego. Od 1976 współpracował z Komitetem Obrony Robotników. W 1978 podpisał deklarację założycielską Towarzystwa Kursów Naukowych i był jego wykładowcą. 23 sierpnia 1980 roku dołączył do apelu 64 uczonych, pisarzy i publicystów do władz komunistycznych o podjęcie dialogu ze strajkującymi robotnikami. W latach 80. publikował w pismach drugiego obiegu. W stanie wojennym był internowany.
Zajmował się też teatrem. Opublikował m.in.
- „Wszystko jedno co o 19³°”, Warszawa 1969;
- „Gdzie jest teatr?”, Kraków 1978.

Po 1989 był publicystą m.in. „Gazety Wyborczej”, „Tygodnika Powszechnego” i „Przeglądu”. Był także tłumaczem m.in. tekstów Karola Marksa i Fryderyka Engelsa. Politycznie był związany ze środowiskiem Unii Pracy. W 2001 został powołany w skład Rady Etyki Mediów. Przed odebraniem nominacji zmarł. Pochowany na wojskowych Powązkach (kwatera AII-6-2).